# En vintersaga (film, 1954)
En vintersaga (engelska: Once Upon a Wintertime) är en amerikansk animerad kortfilm från 1954. Filmen är ursprungligen en del av långfilmen Jag spelar för dig från 1948.

## Handling
Filmens handling är berättad som i en tillbakablick och utspelar sig på 1900-talet och handlar om två kärlekspar, två unga människor och två kaniner som alla åker skridskor på en frusen sjö.

## Om filmen
Delar av filmen är inspirerade av Musse Pigg på skridskor från 1935.
Filmen släpptes som separat kortfilm i Sverige med titeln Walt Disneys israpsodi och hade premiär den 19 april 1954 på biografen Spegeln i Stockholm.
Filmen har givits ut på VHS och DVD och finns dubbad till svenska.

## Rollista
- Frances Langford – vokalist[6]
- Buddy Clark – berättare[7]